# Andre Dubus III

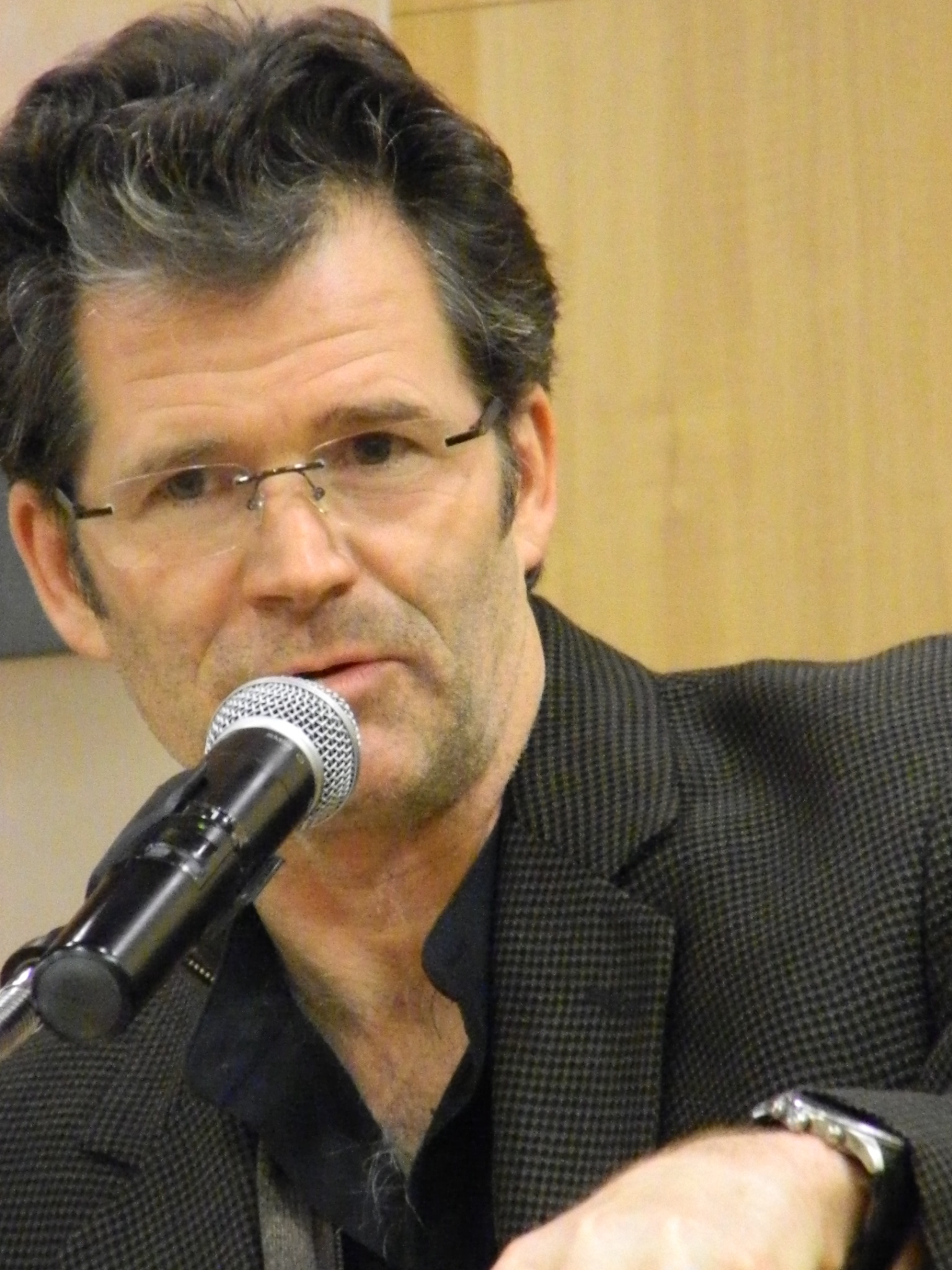
Andre Dubus III (2013)

Andre G. Dubus III (* 11. September 1959 in Oceanside (Kalifornien)) ist ein US-amerikanischer Schriftsteller, der vor allem mit dem Buch Haus aus Sand und Nebel Erfolg hatte.

## Leben
Er wuchs in einer Schriftstellerumgebung auf. Sein Vater Andre Dubus (1936–1999) war einer der renommiertesten Short-Story-Autoren der USA. Sein Vetter James Lee Burke ist Mystery-Schriftsteller.
Andre Dubus III besuchte das Bradford College, wo auch sein Vater lehrte, und studierte Soziologie an der Universität von Texas. Er verließ die University of Wisconsin–Madison, durchstreifte das Land und arbeitete als Bewährungshelfer, Barkeeper, Putzmann, Kopfgeldjäger, als Berater in einem Behandlungszentrum und als Tischler.
Sein schriftstellerisches Werk wurde u. a. mit dem Pushcart Prize und 1985 mit dem National Magazine Award for Fiction ausgezeichnet. 1994 gehörte er zu den drei Finalisten für den Prix de Rome der American Academy of Arts and Letters und mit „House of Sand and Fog“ 1999 zu denen des National Book Award for Fiction. Eine Empfehlung in Oprah’s Book Club machte diesen Roman zum Bestseller. 2003 wurde er mit Ben Kingsley verfilmt.
Zurzeit lebt Andre Dubus III in Newburyport (Massachusetts). Seit 1989 ist er mit der Tänzerin und Choreografin Fontaine Dollas verheiratet und hat mit ihr drei Kinder.

## Werke
- Der Garten der letzten Tage, Übersetzt von Ulrike Wasel und Klaus Timmermann, Verlag C.H.Beck, München 2009, ISBN 978-3-406-59075-7
- Der letzte Tanz und andere Geschichten , Übersetzt von Ulrike Wasel und Klaus Timmermann, Verlag C.H.Beck, München 2004, ISBN 3-406-52182-7
- Haus aus Sand und Nebel, Übersetzt von Ulrike Wasel und Klaus Timmermann, Verlag C.H.Beck, München 2000, ISBN 3-406-46101-8